# Mariah May
Mariah May Mead (Municipio de Islington, 4 de agosto de 1998), es una luchadora profesional, modelo y actriz inglesa, que trabaja para la empresa estadounidense WWE en la marca NXT bajo el nombre de Blake Monroe. Es conocida por su paso por All Elite Wrestling (AEW), donde fue Campeona Mundial Femenina de AEW bajo el nombre de Mariah May, y por World Wonder Ring Stardom, donde fue miembro del Club Venus.
May es una ex-Campeona de las Diosas de Stardom. También es conocida por su trabajo en empresas independientes, incluida Revolution Pro Wrestling, y ha ganado campeonatos en múltiples promociones.

## Carrera en la lucha libre profesional

### Primeros años (2018-2020)
Antes de subir oficialmente al ring, Mead comenzó su carrera como locutora, en cuya capacidad actuaría en múltiples shows a lo largo de 2018.
El 2 de febrero de 2019, hizo su debut en el ring como luchadora profesional bajo el nombre de Mariah May, enfrentándose a Nina Samuels de NXT UK. Si bien inicialmente sus esfuerzos no tuvieron éxito, las dos tendrían una serie de combates a lo largo de múltiples promociones.
Como reemplazo de último minuto, May apareció en el Chapter 89 de Progress Wrestling el 26 de mayo de 2019, lo que marcó su primera aparición con la promoción. Con el espectáculo tieniendo un tema de la década de los años 1980, ella aparecería por única vez bajo el personaje de Mariah Eagan, inspirado en una instructora de fitness.
En junio de 2019, May participó en una prueba fallida de tres días de la WWE en el nuevo WWE Performance Center del Reino Unido, donde recibió entrenamiento de William Regal, Sarah Stock y otros.

### Circuito independiente (2020-2022)
El 29 de febrero de 2020, May compitió contra otros cinco oponentes en el segundo día del evento «I Can Do This All Day» de United Wrestling UK. En un evento de entradas agotadas, ganó el evento principal y obtuvo su primer campeonato de lucha libre profesional.
May volvió a la lucha libre tras los confinamientos por la pandemia de COVID-19 el 26 de junio de 2021. Durante el tiempo que estuvo fuera, Mariah formó un equipo con su compañera luchadora independiente Zoe Lucas, y las dos se hicieron conocer colectivamente como Dream Dollz. El equipo tuvo su primer combate juntos en TNT Extreme Wrestling.
Esta asociación solo se haría más profunda como se vio en el evento «Live from the Cockpit 51» de Revolution Pro Wrestling. Después de que Gisele Shaw derrotara a Zoe Lucas para recuperar el Campeonato Indiscutible Femenino de Revolution Pro Wrestling, Mariah May subiría al ring y emboscaría a la nueva campeona durante una entrevista posterior al combate, consolidando su llegada el 4 de julio de 2021. Rápidamente se formó una rivalidad cuando The Glamour desafió a Shaw por su título recién ganado el 18 de julio de 2021. Si bien no pudieron llevarse el oro, esta disputa continuaría en el torneo Queen of the Ring de la promoción a finales de ese mes. May, junto con Shaun Jackson y Kenneth Halfpenny, ayudaron a Zoe Lucas a derrotar a Gisele Shaw para ganar la corona y el título de Queen of the Ring de Revolution Pro Wrestling. Poco después, May, haciéndose llamar a sí misma «Princess of Revolution Pro Wrestling» se enfrentó al dúo de Gisele Shaw y Hyan durante todo el verano. Estas peleas culminaron en mayo desafiando una vez más a Shaw por el campeonato el 21 de agosto de 2021 en el show del noveno aniversario de Rev Pro en Mánchester.
Durante el resto de 2021, May continuó cosechando éxito en múltiples promociones independientes donde no solo defendería con éxito su primer campeonato, sino que continuaría y ganaría dos más.
Al comenzar 2022, May encontró el éxito en solitario en Revolution Pro Wrestling, obteniendo victorias en combates individuales contra Chantal Jordan y Laura Di Matteo.
En el show del séptimo aniversario de Ultimate Pro Wrestling el 30 de enero, May interfirió en el evento principal, decidiendo su resultado y obteniendo su cuarto título simultáneo, el Campeonato Femenino de Big League Wrestling.

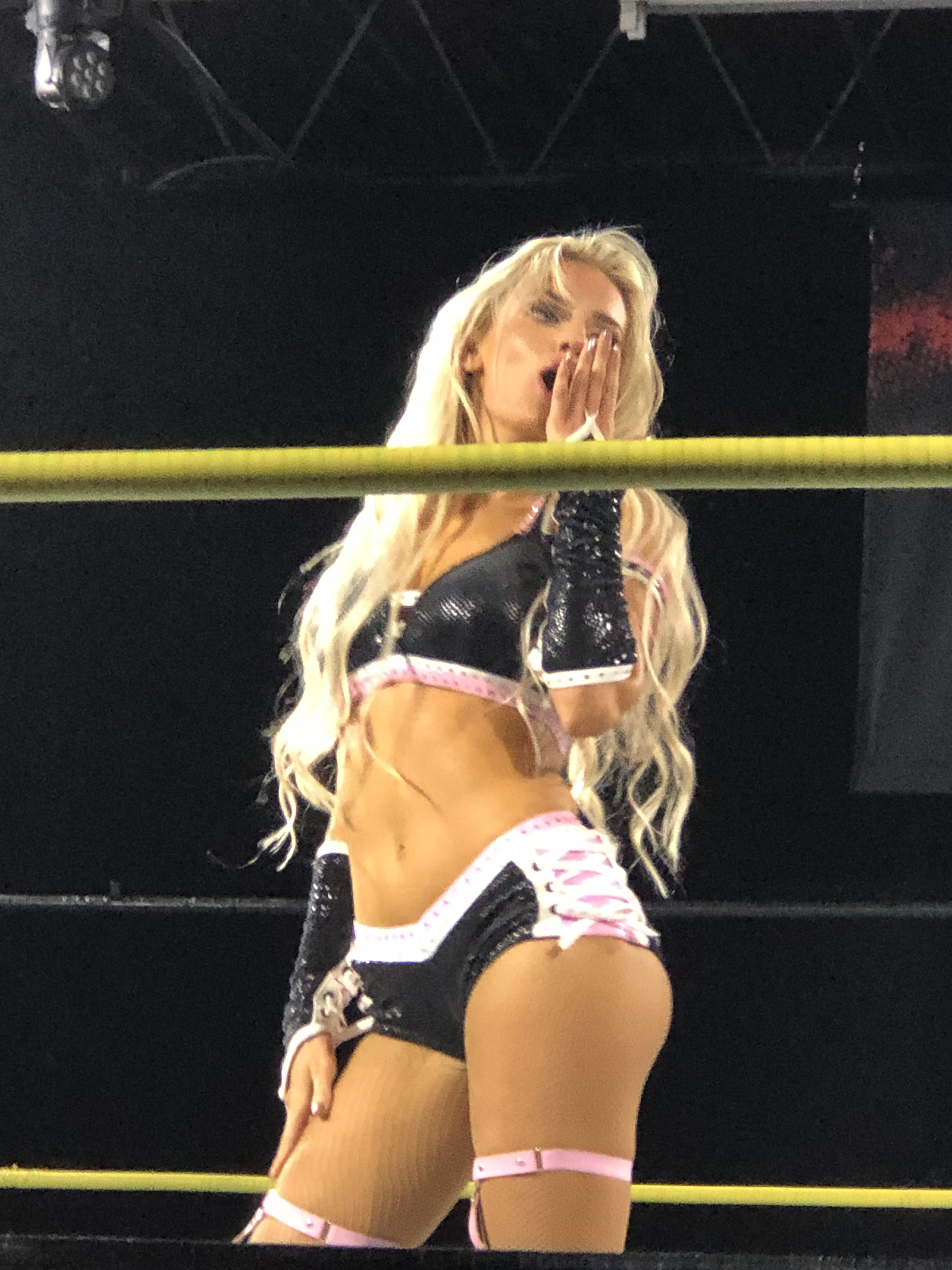
May en Combat Zone Wrestling durante su gira por los Estados Unidos en marzo de 2022.

El mes siguiente May inició, por primera vez, una serie de apariciones en Estados Unidos; comenzando con un encuentro en el Garden State Trading Card Show de Nueva Jersey, donde apareció junto a otras luchadoras como las exluchadoras de la WWE AJ Lee y Kaitlyn, Barbi Hayden, Gisele Shaw, Harley Cameron y más. Haría su debut en el ring en los Estados Unidos el 26 de marzo de 2022 en «When Worlds Collide» de Battleground Championship Wrestling, derrotando a Lady Frost en el 2300 Arena de Filadelfia. La noche siguiente apareció en el programa «All Night Long» de Combat Zone Wrestling, donde volvería a competir antes de viajar a Dallas. Durante los siguientes tres días, a partir del 31 de marzo, hizo apariciones consecutivas en WrestleCon y al mismo tiempo tuvo luchas tanto en Texas Style Wrestling el 1 de abril de 2022 como en el evento «Cowboys from Hell» de New Texas Pro Wrestling, desafiando por el Campeonato Femenino de este último contra Raychell Rose el 2 de abril de 2022.
Al regresar al Reino Unido, May viajó por Europa durante los meses siguientes y luchó por promociones tanto en Alemania como en Italia durante abril y mayo respectivamente.
El 9 de agosto de 2022, May y Harley Cameron se unieron y anunciaron el comienzo de su nuevo equipo titulado 'Siren's Fury'.
May se enfrentó a Harley Hudson, en el evento de estreno de Sovereign Pro Wrestling, First Reign, el 1 de octubre de 2022, en un Dreamhouse Deathmatch, un combate en el que cualquier objeto que fuera rosa era legal.
Después de este combate, May viajó a Pakistán, donde durante la próxima semana sería parte de una gira de medios, promocionando Ring of Pakistan (ROP) y visitando a los sobrevivientes de las inundaciones en Pakistán de 2022.

### World Wonder Ring Stardom (2022-2023)
En Stardom's Dream Queendom 2, May hizo su debut en Japón acompañando a Mina Shirakawa al ring, junto a Xia Brookside, quien hacía su regreso. Shirakawa y Unagi Sayaka, representando a Cosmic Angels, se enfrentaron a Mai Sakurai y Thekla de Donna Del Mondo en un combate por equipos. Después del combate, una Shirakawa victoriosa confrontaría verbal y físicamente a Sayaka y anunciaría la formación de su propio trío formado por ella, May y Brookside; las tres serían conocidas como Club Venus.
En un combate contra Super Strong Stardom Big Machine en New Blood Premium, con Mina Shirakawa en su esquina, May se convirtió oficialmente en la miembro más nueva del Club Venus, usando un alter ego enmascarado con el nombre de Sexy Dynamite Princess, saliendo victoriosa. La noche siguiente, el 26 de marzo, May ingresaría al Cinderella Tournament 2023, obteniendo una victoria contra Rina. Su tiempo en el torneo finalmente llegaría a su fin en la segunda ronda a través de una eliminación por encima de la cuerda ante Mai Sakurai.
Además de competir en el All Star Grand Queendom, como incorporación de último minuto a la transmisión en inglés del evento, May se unió al equipo de comentaristas y brindó su visión durante la duración del programa.
Tras la victoria de May y Mina Shirakawa sobre Ami Sourei y Mirai en el Pabellón Korakuen, las dos integrantes del Club Venus retaron a The New Eras por el Campeonato de las Diosas de Stardom. Uniéndose bajo el nombre de Rose Gold, May y Shirakawa recibirían su lucha por el campeonato en Sunshine 2023. Si tienen éxito en su esfuerzo, traerían el oro del campeonato al Club Venus y se convertirían en las 28.ª Campeonas de las Diosas del Stardom, lo que también marcaría el primer campeonato de May en Stardom.
Superando a otros 18 oponentes en un combate de última oportunidad, junto a Hanan, May calificó para participar en el 5 Star Grand Prix 2023, donde compitió como parte del bloque Blue Stars. El 30 de septiembre, se enfrentó a su compañera ganadora del combate de última oportunidad, Hanan, en su último combate del torneo, que coincidiría y serviría como el combate de despedida de May de Stardom.

### All Elite Wrestling / Ring of Honor (2023-2025)

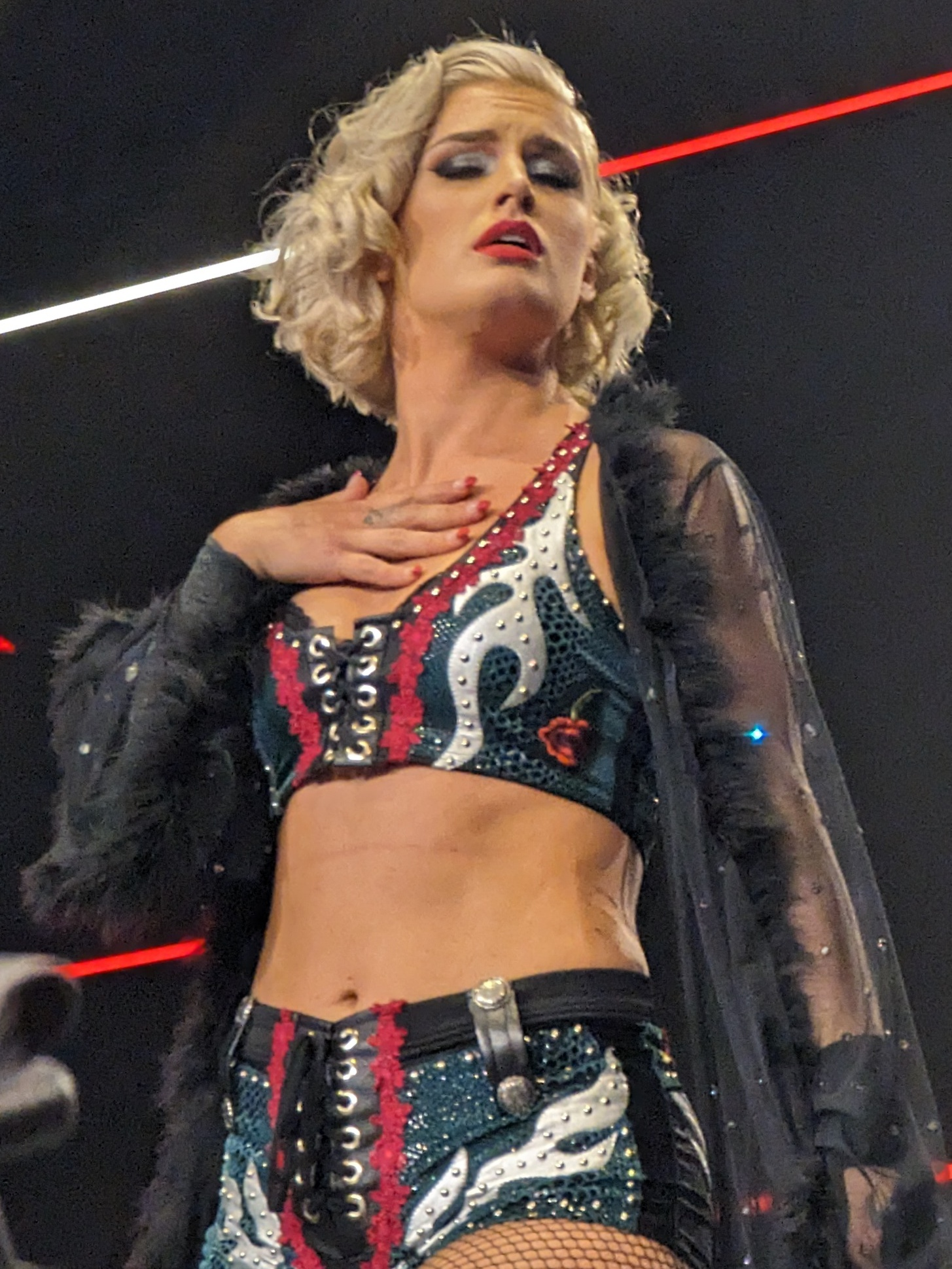
May fue presentada en la programación de AEW en noviembre de 2023 como una fan obsesionada de Toni Storm. Más tarde, May se convertiría en su «suplente», siendo dada el gimmick anterior de Storm.

En la edición de Dynamite del 8 de noviembre de 2023, May fue anunciada como el nuevo fichaje de All Elite Wrestling (AEW). May fue presentada en un segmento de RJ City como una superfan de la Campeona Mundial Femenina de AEW «Timeless» Toni Storm, ansiosa por conocerla lo antes posible, estableciéndola como una heel como Storm. En los meses siguientes, Storm adoptó a May como «suplente» y protegida.
En el episodio del 3 de enero de 2024 de Dynamite, May hizo su debut en el ring de AEW, derrotando a Queen Aminata. Después del combate, May confrontó a la debutante Deonna Purrazzo. En Revolution, May adoptó el gimmick anterior de rockstar de Storm, incluido el uso del antiguo atuendo de Storm en el ring y su música de entrada, y comenzaría a luchar en Dynamite y Collision con el mismo. En Supercard of Honor: Zero Hour, May hizo su debut en Ring of Honor (ROH), derrotando a Momo Kohgo. En el episodio del 11 de abril de Dynamite, May derrotó a Anna Jay. Luego, fue salvada por su excompañera de Stardom, Mina Shirakawa, quien compartió un beso y champán, iniciando una historia romántica entre las dos. Más adelante, May silenciosamente cambiaría a face junto con Storm. En las semanas previas a Forbidden Door, May fue el centro de una historia de triángulo amoroso que la vio dividida entre apoyar a Storm y Shirakawa, quien era la retadora al título de Storm en el evento. May finalmente se mantuvo neutral mientras las dos competían por su afecto. Después de que Storm derrotara a Shirakawa en Forbidden Door el 30 de junio, May resolvió el conflicto con un beso entre las tres.
En junio, May participó en el Owen Hart Tournament, derrotando a Saraya de The Outcasts en la primera ronda en Forbidden Door: Zero Hour, y a Hikaru Shida en la semifinal en Rampage: Beach Break el 5 de julio. May finalmente derrotó a Willow Nightingale para ganar el torneo en el episodio del 10 de julio de Dynamite, y con el mismo una oportunidad por el Campeonato Mundial Femenino de AEW en All In el 25 de agosto, lo que la pondría en un combate contra su mentora Storm; en los minutos finales del programa, May atacó brutalmente a Storm con el cinturón del título del Owen Hart Tournament en la entrada, cambiando de vuelta a heel.
El 30 de mayo de 2025, la salida de May de AEW se anunció con la eliminación de su perfil de la página del roster de la compañía en su sitio web.

### Regreso a Stardom (2024)
El 4 de abril de 2024, May regresó a Stardom en Stardom American Dream 2024, formando equipo con sus compañeras miembros del Club Venus, Mina Shirakawa y Xia Brookside, en un esfuerzo perdido contra Mayu Iwatani, Momo Kohgo y Tam Nakano.

### WWE (2025-presente)

#### NXT (2025-presente)
May apareció por sorpresa en la WWE en el episodio del 3 de junio de 2025 de NXT, donde se dirigió a la Campeona Femenina de NXT, Jacy Jayne, dejando clara su intención de aspirar al título y, por lo tanto, unirse a la marca NXT.
En la edición semanal del 10 de junio, May apareció en un promo llamándose Blake Monroe.

## Otros medios
Fuera de la lucha libre profesional, Mead también es modelo profesional y ha trabajado con WWE Shop, así como con las marcas de moda del Reino Unido Misspap, Miss Bardot y más.
El 16 de enero de 2017, Mead lanzó su canal de YouTube con una mirada a su mundo de la lucha libre, la moda, los juegos y el fitness.
El 14 de junio de 2020, Mead lanzó su canal Twitch donde transmite en vivo, chatea y juega con su comunidad conocida como House May.
En octubre de 2021, Mead se unió al elenco de la serie de comedia de lucha libre de ITV2, Deep Heat, haciendo el papel de Roxy. La comedia de situación de seis capítulos se estrenó el 28 de marzo de 2022.
En julio de 2022, Mead modeló en el Cowboys Music Festival 2022 de Calgary, así como para Freddy de Livify Clothing. Más tarde ese mes, sería elegida para el papel de «First Smiler» en la producción de Faithful Films Granny DJ.

## Campeonatos y logros
- All Elite Wrestling
  - AEW Women's World Championship (1 vez)
  - Women's Owen Hart Cup (2024)
- Apex Pro Wrestling
  - Apex Women's Championship (1 vez)
- Pro Wrestling Illustrated
  - Situada en el puesto n.º 95 entre las 250 mejores luchadoras individuales en PWI Women's 250 en 2023[62]
- Slammasters Wrestling
  - Slammasters Women's Championship (1 vez)
- Ultimate Pro Wrestling UK
  - Big League Wrestling Women's Championship (1 vez)
- United Wrestling UK
  - United Wrestling UK Championship (1 vez)
- World Wonder Ring Stardom
  - Goddess of Stardom Championship (1 vez) – con Mina Shirakawa
- Wrestling Observer Newsletter
  - Lucha 5 estrellas - (2025), vs. Toni Storm en AEW Revolution el 9 de marzo